# Boér Antal (politikus)
Nagy- és Kisberivói Boér Antal (románul: Anton Boer), (Marosvásárhely, 1802. január 4. – Magyarújfalu, 1892. november 6.) erdélyi politikus, magyar országgyűlési képviselő.

## Életrajza
A kolozsvári katolikus líceumban végezte tanulmányait, majd a közigazgatásban helyezkedett el. 1821-ben már a marosvásárhelyi királyi táblán volt cenzor, majd 1822-től 1830-ig a kolozsvári guberniumnál, majd 1834-ig a nagyszebeni komisszáriusi hivatalnál szolgált. Ügyvédi vizsgái letétele után a családi birtokon, Mikefalván telepedett le.
Fogaras vármegye követeként részt vett azon az 1834–1835-ös erdélyi országgyűlésen, ami - mivel iránya erősen a regnáló Habsburg hatalom ellen fordult – csakhamar heves indulatok és viták tüzébe került. Az esetleges lázongás, felkelés elkerülése érdekében Habsburg–Estei Ferdinánd Károly József főherceg 1835-ben karhatalommal feloszlatta, másnap pedig magához ragadta Erdély gubernátori címét, valamint felfüggesztette Erdély alkotmányát. A főherceg feladata volt a „vaskezű kormányzás” érvényre juttatása, így Kossuthtal, Wesselényivel és sok más vezető ellenzéki politikussal egyetemben Boért is perbe fogták, ami miatt menekülni kényszerült. Csak 1836-ban tért haza és gogánfalvai birtokára vonult vissza.
A politikai légkör enyhülésével a főherceget 1837-ben leváltották, az ekkor összehívott erdélyi országgyűlésen így ismét részt vehetett, ahol ismét Fogaras küldötte volt. Itt jelentős szerepe volt abban, hogy Ferdinánd főherceg megbukott a gubernátori választáson. 1848-ban előbb az erdélyi, majd az unió kimondása után az 1848-as választásokat követően a pesti országgyűlésben volt Fogaras országgyűlési képviselője. A kormányt követte Debrecenbe is.
A szabadságharc leverése után előbb Baranyában, majd Pesten bujdosott. Haynau felhívására, miszerint minden önként jelentkező egykori képviselő szabad eltávozást nyer, feladta magát a hatóságoknál. A hasonlóképp cselekedő társaival együtt őt is kötél általi halálra ítélték, ám Haynau hallván a tevékenysége nyomán bekövetkezett kegyvesztettségét a bécsi udvarban, pozícióját menteni próbálva megkegyelmezett neki és a többieknek is, de leváltották.
Boért 1851-ben ismét letartóztatták és 18 évi várbörtönre ítélték. Bécsben, Josephstadtban ült, ahonnét 1857-ben szabadult.
Legközelebb csak 1872-ben kapcsolódott be a nagypolitikába, amikor is, mint Balközép Párti jelöltet, az 1872-es választásokon a gyergyószentmiklósi kerületben országgyűlési képviselőnek választották. Az 1875-ös választásokon már újra a fogarasi kerületben indult, amit 1878-ban, 1881-ben, 1884-ben és 1887-ben is elnyert. Az országgyűlésben a maga hetven évével már 1872-ben korelnök volt és az is maradt 1892-es visszavonulásáig. 90 éves volt ekkor.
Az 1892-es választásokon a Szabadelvű Párt Mikszáth Kálmánt indította a helyén. Még ebben az évben, november 9-én érte a halál a Kolozs vármegyei Magyarújfaluban.